# Верати (Кјети)
Верати је насеље у Италији у округу Кјети, региону Абруцо.
Према процени из 2011. у насељу је живело 117 становника. Насеље се налази на надморској висини од 175 м.